# Merano Challenger 1997
Il Merano Challenger 1997 è stato un torneo di tennis facente parte della categoria ATP Challenger Series nell'ambito dell'ATP Challenger Series 1997. Il torneo si è giocato a Merano in Italia dal 28 luglio al 3 agosto 1997 su campi in terra rossa.

## Vincitori

### Singolare
Lucas Arnold Ker ha battuto in finale  Vincenzo Santopadre con il punteggio di 6–1, 6–4

### Doppio
Mariano Hood /  Sebastián Prieto hanno battuto in finale  Cristian Brandi /  Filippo Messori con il punteggio di 6–1, 4–6, 7–6